# 박영재 (성우)
박영재(1973년 5월 19일~)는 대한민국의 성우로, 2005년 한국방송 성우극회 공채 31기로 입사했다.

## 출연작

### TV 애니메이션
- S.A 스페셜 에이(애니맥스) - 사이가 야히로
- Yes! 프리큐어5 / Yes! 프리큐어5 gogo!(대원방송) - 붐비, 매니저
- 가면라이더 덴오(챔프) - 데네브, 후지시로
- 갓슈벨(대원방송) - 썬빔
- 갤럭시 키즈(KBS) - 스페이스 몽키
- 꼬마 과학자 시드(KBS) - 제리
- 내 친구 해치(SBS) - 선생님
- 노다메 칸타빌레 파리편(애니맥스) - 폴
- 닌자의 왕(애니맥스) - 후우마 코타로
- 디지몬 크로스워즈(대원방송) - 무사몬, 도르비크몬
- 미라클체인지 퍼펙트반장(대원방송) - Mr.리
- 뱀부 블레이드(애니맥스) - 타카스키
- 아기공룡 둘리(SBS) - 옆칸 남자
- 어린 왕자(EBS) - 아이보리
- 완소! 퍼펙트 반장(챔프) - 이달구
- 위스컬 삐요(투니버스) - 아빠
- 유리함대(애니맥스) - 헥터
- 유희왕 5D's(챔프) - 다카
- 지오메카 캡틴다이노 - 프테라스톰
- 쥬로링 동물탐정(KBS) - 라이라이, 건이 아빠, 하포포, 괴물 2, 남자 1
- 테니스의 왕자(투니버스) - 후카와, 모리
- 블랙잭 극장판 - 두 명의 검은 의사(애니박스) - 록
- 돌아온 우주보안관 장고(애니박스) - 맥브라이드
- 비밀요원 터프퍼피(니켈로디언) - 키즈윅
- 오늘부터 마왕(애니맥스) - 발트러너
- 델토라 퀘스트(애니맥스) - 파디프
- 디그레이맨(애니맥스)
- 데인저 마우스 (2015년 애니메이션) - 펜폴드
- 악동이(투니버스) - 왕남, 할아버지
- 숲 속 친구 스토니즈 - 쓰렉뚜룽
- 히어로 팩토리(니켈로디언) - 짐
- 테니스의 왕자(투니버스) - 모리, 경비원
- 명탐정 코난(애니맥스) - 이동범, 조명수
- 명탐정 코난 (투니버스) - 엄태왕, 앵커
- 포켓몬스터 DP - 태홍
- 포켓몬스터 XY - 각종 단역
- 키마의 전설(카툰네트워크) - 로커스, 레오니다스
- 유니코(애니박스) - 신 1
- 겨울연가
- 아스타를 향해 차구차구(KBS) - 라쿤
- 검정고무신(KBS) - 아빠(4기)
- 과학마술단 (MBC)
- 원피스 New 홀케이크 아일랜드 편 (애니원) - 빈스모크 욘디
- 헬로 카봇 (KBS) - 플래시
- 레고 시티 어드벤처 - 베넷

특수촬영 드라마
- 파워레인저 엔진포스(챔프) - 세지(6화)
- 파워레인저 갤럭시포스 (애니원) - 닉스워드 / 피닉스 솔저
- 퓨어엔젤 미라클 매직 (투니버스) - 관장

### 극장용 애니메이션
- 메밀꽃, 운수 좋은 날, 그리고 봄봄 - 봄봄 / 사위
- 요술공주 밍키: 꿈속의 윤무(MOVIE) - 루핑, 보텀
- 터보(MOVIE)
- 트롤 - 쿠퍼
- 마이펫의 이중생활, 마이펫의 이중생활 2 - 버디(닥스훈트)
- 매지컬: 공주를 웃겨라 - 골리
- 장화신은 고양이: 끝내주는 모험 - 파파 베어
- 온워드: 단 하루의 기적 - 윌든 라이트풋
- 소울 - 조 가드너
- 버즈 라이트이어 (영화) - 모
- 피니와 퍼브 무비: 캔디스, 우주에 맞서다 (디즈니+) - 브로도스 / 페리
- 명탐정 코난: 100만 달러의 오릉성 - 카와조에 요시히사
- 퇴마록 - 아스타로트

### 외화

#### 드라마
- 셜록 시즌 1~4(KBS) - 존 왓슨(마틴 프리먼)
- 토치우드 시즌 4(KBS) - 리스 (카이 오웬)
- 삼국지(KBS) - 조인
- 초한지(KBS) - 노관 (왕계세)
- 아틀란티스 시즌 1(KBS) - 크리오스
- 콜드 케이스 시즌 1(KBS) - 찰리 (팀 초에트), 루이 (덕 스피누자)
- 전쟁과 평화(KBS) - 피에르(폴 다노)
- 리벤지(KBS) - 사토시(사나다 히로유키)
- 경감 메그레(KBS) - 알베르(마크 해드필드) / 우채부 직원
- 디셉션(KBS) - 마이크(아마우리 놀라스코) / 세바스찬 블랙(잭 대븐포트)
- 워리어스(KBS) - 검투사(가스파르 서보)
- 팔콘과 윈터 솔져 - 샘 윌슨 / 팔콘(앤서니 매키)

#### 영화
- 굿바이(KBS) - 고바야시 다이고(모토키 마사히로)
- 캐리비안의 해적(KBS) - 머톡(자일스 뉴)
  - 캐리비안의 해적 2(KBS) - 커틀렛 베켓(톰 홀랜더)
  - 캐리비안의 해적 3(KBS) - 커틀렛 베켓(톰 홀랜더) / 머톡(자일스 뉴)
- 꼬마 니콜라(KBS) - 블레뒤르(프랑수아 다미앙)
- 더 콘서트(KBS) - 버트런(로랭 바떼유)
- 라카와나 블루스(KBS) - 테일러(루이스 고셋 주니어)
- 레터스 투 줄리엣(KBS) - 로렌초 아들(다니엘 발독)
- 아이언 맨2(KBS) - 해피(존 패브로)
- 아이언 맨3(KBS) - 해피(존 패브로)
- 업보(KBS) - 찰스톤
- 엽문(KBS) - 평숙(진가달)
- 원초적 본능 2(KBS) - 프랭크스(스탠 콜리모어)
- 음모자(KBS) - 존 로이드(스티븐 루트) 역 / 루이스(노먼 리더스) / 월터 신부(데이비드 앤드루스)
- 젤리피쉬(KBS) - 미카엘(제라 샌들러)
- 킬러들의 도시(KBS) - 캐나다 남자(젤코 이바네크크)
- 트랜스포머(KBS) - 재즈(드라이어스 매크러리) 역 / 피그(아마우리 놀라스코)
- 파르나서스 박사의 상상극장(KBS) - 놀이동산 가족 아빠(마크 벤턴) / 러시아인(바질리 크레브첸코)
- 파이터(KBS) - 오마(베루즈 바니시)
- 배트맨(KBS) - 녹스 기자(로버트 월)
- 첨밀밀(KBS) - 제레미(크리스토퍼 도일)
- 스페이스 카우보이(KBS) - 젊은 호크(일라이 크레이그)
- 신비한 동물사전 - 뉴트(에디 레드메인)
- 신비한 동물들과 그린델왈드의 범죄 - 뉴트(에디 레드메인)
- 마이너리티 리포트(KBS) - 플레처(닐 맥도프) / 루퍼스(제이슨 앤툰) / 하워드(아리 그로스) / 노숙자(맥스 트룸파워) / 견학 설명원(키스 플리픈)
- 당신이 잠든 사이에(KBS) - 조 주니어(마이클 리스폴리)
- 나의 그리스식 웨딩(KBS) - 타키(게리 멘시디노) / 마이클(이언 고메즈)
- 애널라이즈 디스(KBS) - 카를로 망가노(레오 로시)
- 웨이 백(KBS) - 보스(구스타프 스카르스고르드)
- 판의 미로 - 오필리아와 세 개의 열쇠(KBS) - 노인의 아들(마일로 타보아다)
- 하비와 밥이 만났을 때(KBS) - 짐(림 로치) / 빌리(사이먼 쿠리)
- 웨딩 싱어(KBS) - 샘미(엘런 코버트)
- 후크(KBS) - 경찰(필 콜린스)
- 열혈남아(KBS) - 토니의 부하(왕검풍)
- 테이큰(KBS) - 패트리스 생클레어(제라르 왓킨스) / 케이시(존 그리스) / 마르코의 동료(발렌틴 칼라)
- 챈스 일병의 귀환(KBS) - 군인(월레 파크스)
- 왕과의 하룻밤(KBS) - 군인(데이빗 미치에)
- 거북이도 난다(SBS) - 마을 사람 / TV 방송 음성 / 쉬르크의 삼촌
- 말할 수 없는 비밀(KBS) - 남학생(황심욱)
- 시간 여행자의 아내(KBS) - 경찰(크레이그 스노여) /  TV 방송 목소리(댄 듀란) / 이발소 주인
- 쓰리 킹즈(KBS) - 세이드(사이드 타그마우이)
- 철의 여인(KBS) - 젋은 데니스(해리 로이드) / 마이클 헤셀틴(리처드 E. 그랜트)
- 자유로운 세계(KBS) - 앤디(레이먼드 먼스)
- 원티드(KBS) - 리페어맨(마크 워렌) / 엑스(데이비드 오하라)
- 병 속에 든 편지(KBS) - 조니(존 세비지) / 앤디(라파엘 스바지)
- 프로젝트 님(KBS) - 빌 타이넌
- 인 굿 컴퍼니 (KBS) - 마크 스테클(클락 그레그)
- 맹룡과강(KBS) - 콜트(척 노리스) / 콜트의 부하(로버트 월)
- 꾸뻬씨의 행복여행(KBS) - 마이클(바리 아츠마) / 알렌(채드 윌럿) / 헥터의 환자(마이클 애덤스웨이트)
- 미션 임파서블: 폴아웃(KBS) - 벤지 던(사이먼 페그)
- 캡틴 아메리카: 윈터 솔져(MBC)/어벤저스 2/앤트맨/어벤져스: 인피니티 워 - 샘 윌슨(팔콘) (안소니 마키)
- 어벤저스 2 - 바론 볼프강 본 스트러커(토마스 크레치만)
- 아이 엠 러브(채널 A) - 그레고리오(에마누엘레 시토 필로마리노)
- 메리 포핀스 리턴즈 - 비나클(짐 노튼)
- 라이온 킹 - 심바(도널드 글로버)
- 무파사: 라이온 킹 - 심바(도널드 글로버)
- 파이터(KBS) - 아나운서(폴 로크)
- 데드풀과 울버린 - 해피 호건(존 패브로)

### 라디오 드라마

#### 라디오 여행기(KBS 제3라디오)
- 2019.06.18~ 박종호 作 잘츠부르크 (낭독)

정용실의 문화포커스 (KBS 1라디오)
- 2007.06.03 이반 일리히 作 행복은 자전거를 타고 온다

다큐멘터리 인물과 사건 (KBS 라디오)
- 2005.01.30 우리는 기도하지 않을 권리가 있다 - 반친구 役
- 2005.02.13 굿모닝시티,부활의 기지개를 펴다 - 남자 회원 役
- 2005.02.20 정수장학회, 강탈인가 헌납인가! - 정희 役
- 2005.03.20 청개구리 가수 김의철, 다시 청개구리를 노래하다.
- 2005.04.10 소록도, 이춘상 사건 - 남자, 원생 役
- 2005.05.08 장애아를 입양한 부모님들 “내 아이, 가슴 아파 낳았어요”- 세진 父 役
- 2005.05.15 작전명 X-45,법당을 습격하라. - 형사 役
- 2005.05.22 종전 30년 베트남, 그늘과 빛 - 공장사장 役
- 2005.05.29 노래하는 이주노동자 스탑크랙다운
- 2005.06.05 범죄피해자, 범죄의 악몽에서 빛을 찾다 - 직원 役
- 2005.06.12 누가 한국 국적을 포기하는가 - 김교수 役
- 2005.06.19 '즐거운 사라'의 마광수, 나는 지금도 야하고 싶다
- 2005.06.27 작곡가 조두남과 가곡 '선구자'의 진실
- 2005.07.03 1.19명의 충격! 저 출산 시대, 묘안은 없는가?
- 2005.07.10 북극의 마지막 별을 따다. 그랜드슬래머 박영석 대장 - 선배 役
- 2005.07.17 "대한민국 인권변호사 1호 - 이돈명"
- 2005.07.24 양공주 김연자의 기지촌 러브 스토리 - 창만 役
- 2005.07.31 핏줄의 끌림으로 돌아온 입양인들...
- 2005.08.07 흔들리는 태권도! 國技에 대한 맹세를 기억하라 - 사회자, 집행위원 役
- 2005.08.14 소윤하,일제 혈침 찾기 30년
- 2005.08.21 흔들리는 입시 개혁안 - 우리 교육은 어디로 가고 있는가
- 2005.08.28 “831 부동산대책 - 댁의 집은 평안하십니까?”
- 2005.09.04 상식’의 이름으로 고발한다. - 어느 노동자의 100개월만의 출근 - 동료 役
- 2005.09.11 이산 상봉 20년의 두 얼굴 - 지학순 役
- 2005.09.18 孝女 신희철씨의 아름다운 전염병
- 2005.09.25 “화교들의 경제올림픽 세계화상대회 그리고 원국동"
- 2005.10.02 시골목사 임락경의 세월따라 노래따라
- 2005.10.09 죽음도 아름다울 권리가 있다
- 2005.10.16 “죽은 자를 위한 선택...산자여, 무엇이 옳은가?"
- 2005.10.23 “건강한 혈액을 찾습니다.”
- 2005.10.30 팔순의 청년 조문기, 나의 독립운동은 끝나지 않았다
- 2005.11.06 살아 있는 과거, 대우 사태 - 김이사, 박점규
- 2005.11.13 우리도 성을 누릴 권리가 있다.
- 2005.11.27 2005년 11월, 농민들은 왜 죽는가?
- 2005.12.18 “실종아동가족 - 잃어버린 관심을 찾습니다."
- 2005.12.25 슬픈 대한제국의 남자 - 군인 役
- 2007.01.07 가수 김원중, 그의 고향 바위섬
- 2007.01.14 살신성인 그 후... 누가 그들을 울리는가? - 판사 役
- 2007.01.21 납북어부 최욱일씨, 32년만의 귀향 - 동네 사람 役
- 2007.01.28 인권 없는 광장, 대한민국 과격 시위
- 2007.02.11 북에서 온 여배우, 주순영 - 부관, 남사 손님 役
- 2007.02.22 사할린의 슬픔, 고국과 자식 사이에 선 사람들 - 사할린 동포 役
- 2007.03.04 상아탑, 등록금 폭탄을 맞다 - 이용학 役
- 2007.03.11 새마을 운동, 新한류를 일으키다 - 이진만 役
- 2007.03.18 의료법 개정, 우리는 아직도 아프다 - 아버지 役
- 2007.03.25 대안학교의 깃발, 간디학교의 경우 - 담임 선생님 役
- 2007.04.01 여자야구선수 안향미, 인생의 홈런을 치다 - 고교 감독 役
- 2007.04.08 재외 독립유공자 후손, 그들의 슬픔과 분노 - 일본 형사, 독립 운동가 役
- 2007.04.15 장애인의 달 특별기획 2부작 제1부 “장애인에게 교육은 생명입니다" - 교육감 役
- 2007.04.22 장애인의 달 특별기획 2부작-제2부 “장애인이 되고 싶은 희귀병환자들”- 진현 할아버지 役
- 2007.04.29 이 시대에 ‘문학인’으로 산다는 것 - 안재성 役
- 2007.05.06 “다민족 코리아, 함께 가야 할 사람들” - 상인 役
- 2007.05.20 남산 위의 소나무가 위험하다!
- 2007.05.27 2007년 5월, 노인들의 슬픈 자화상 - 박노인 役
- 2007.06.10 대한민국 빈곤층, 병원 앞을 서성이다. - 의사 役
- 2007.06.17 송도국제학교 열풍, 그 현장을 가다 - 학원장 役
- 2007.06.24 57년만의 귀환, 학도병 유해 발굴 - 송원종 父 役
- 2007.07.01 100년만의 귀향, 티베트에서 고향을 찾아 묻히다. - 주민 役
- 2007.07.08 영화, 근대 문화재로 등록되다 - 촌로, 변사, 비석 役
- 2007.07.15 이혼은 신중하게... 이혼 숙려제! - 교수 役
- 2007.07.22 국기에 대한 맹세, 애국인가 강요인가 - 성우, 교무부장 役
- 2007.08.05 관광 가이드, 문화 외교관인가,쇼핑 안내자인가! - 중국 관광객 役
- 2007.08.12 의료관광 한국, 그 가능성을 엿보다 - 비서 役
- 2007.08.19 韓中수교 15주년, 우리에게 중국은 무엇인가! - 장서걸 役
- 2007.09.02 '양날의 칼' 주민소환제, 어떻게 쓸 것인가 - 아버지 役
- 2007.09.16 좋은 땅 있어요! 기획 부동산의 함정 - 사무장 役
- 2007.09.23 '성분명 처방' 과연 믿을 수 있나? - 최이사, 철민 役
- 2007.10.07 학교 급식 식자재 최저가입찰,위협받는 아이들 건강
- 2007.10.14 종교인 과세 논란, 어떻게 풀 것인가
- 2007.10.21 재외 동포의 생일 잔치, 제 1회 세계 한인의 날!
- 2007.10.28 작은 학교 큰 사람, 산촌 유학 보고서
- 2007.11.04 매장문화재, 누구를 위한 발굴인가?
- 2007.11.11 기호, 0번 초록당! 대한민국 대통령을 꿈꾸다
- 2007.11.18 고려인 정주 70년, 우주베키스탄 까레이스키를 사랑한 한국인들
- 2007.11.25 고령화 사회, 2모작 인생을 사는 사람들
- 2007.12.02 동대문 운동장, 쓸쓸한 뒷모습을 보이다
- 2007.12.09 신극 100년 D-1일! 연극 ,그 상실의 위기
- 2007.12.16 한국인 선원 납치, 마부노호 174일간의 악몽
- 2007.12.23 젊은 꿈 불길에 지다 - 어느 소방관의 기도
- 2007.12.30 2007 대한민국 성공 보고서

소설극장 (KBS 3라디오)
- 2006.01.23 ~ 2006.03.03 심윤경 <나의 아름다운 정원> (현동이 할아버지 / 집사 아저씨)
- 2006.05.07 ~ 2006.07.07 제인 오스틴 <오만과 편견> (찰스 빙리)
- 2006.07.08 ~ 2006.08.16 공지영 <우리들의 행복한 시간> (전남편 / 외삼촌 / 사내)
- 2006.10.08 ~ 2006.12.18 이정명 <뿌리깊은 나무> (가리온 / 장영실)
- 2007.11.01 ~ 2008.01.14 한승원 <추사> (상준 / 김노영 / 옹방강 / 초의 선사 / 김홍근)
- 2011.05.22 ~ 2011.07.02 박완서 <아주 오래된 농담> (해설)

라디오 극장 (KBS 한민족 방송)
- 2005.10.01 ~ 2005.10.31 김탁환 <방각본 살인사건> (박제가 외)
- 2006.12.01 ~ 2006.12.31 천운영 <잘 가라, 서커스> (인호)
- 2007.03.01 ~ 2007.03.31 윤흥길 <산에는 눈 들에는 비> (우회장)
- 2007.05.01 ~ 2007.05.31 최인호 <어머니는 죽지 않는다> (최인호의 형)
- 2007.06.01 ~ 2007.06.30 고영훈 <야망의 맨발> (청년 / 흑인 청년 / 파일럿 / 건설업자 / 기자 / 남자)
- 2009.02.01 ~ 2009.02.28 김주영 <아라리 난장> (민태호)
- 2009.04.01 ~ 2009.04.30 이문열 <황제를 위하여> (황 진사)

라디오 독서실 (KBS 2라디오)
- 2005.02.06 윤성희 <유턴지점에 보물지도를 묻다> (손님)
- 2005.02.20 윤영수 <내 여자친구의 귀여운 연애> (관리부장)
- 2005.03.06 정이현 <위험한 독신녀> (담임)
- 2005.03.20 한창훈 <깊고 푸른 강> (소음)
- 2005.03.27 고연옥 <웃어라 무덤아> (순경)
- 2005.04.03 위기철 <돌> (윤명섭)
- 2005.05.01 이만교 <표정관리 주식회사> (친구 2)
- 2005.05.08 공선옥 <영희는 언제 우는가> (남자 1)
- 2005.05.15 구광본 <미스 리는 미스 리다> (남자 1)
- 2005.07.31 한차현 <대답해 미친 게 아니라고>
- 2005.08.21 이혜경 <피아간> (동생)
- 2005.08.28 양수근 <기러기 아빠> (신인범)
- 2005.09.04 윤대녕 <탱자> (승무원 1)
- 2005.09.11 최범산 <반역의 강> (지도원)
- 2005.09.18 김연수 <기억할 만한 지나침> (남자)
- 2005.09.25 최명숙 <표현의 자유> (이상민)
- 2005.10.02 박유하 <동그라미와 곡선의 융합> (남자)
- 2005.10.09 김인숙 <감옥의 뜰> (조상무)
- 2005.12.04 정미경 <무언가> (남자 1)
- 2005.12.18 이철환 <행복한 고물상> (곰보)
- 2006.01.08 손영목 <판님> (시아버지)
- 2006.01.15 김인숙 <그여자의 자서전> (선배)
- 2006.01.22 유  민 <베드> (남자 3)
- 2006.01.29 김은성 <시동라사> (김갑원)
- 2006.03.27 민복기 <양덕원 이야기> (부친)
- 2006.04.09 이청해 <예순 네 살이 되었을 때> (외삼촌 1)
- 2006.04.23 고선웅 <이발사 박봉구> (비서 1)
- 2006.04.30 김재영 <코끼리> (비재)
- 2006.06.04 김경욱 <맥도널드 사수 대작전> (남자친구)
- 2006.06.18 추민주 <빨래> (엄훈성)
- 2006.06.25 한창훈 <나는 여기가 좋다> (오선장)
- 2006.07.09 이혜경 <그림자> (남자)
- 2006.07.16 마미성 <꽃다방 블루스> (장덕구)
- 2006.07.23 이만교 <나쁜 여자, 착한 남자> (친구)
- 2006.07.30 쑤퉁 <이혼 지침서> (다터우)
- 2006.08.06 윤성희 <거기, 당신> (L)
- 2006.08.20 이명랑 <하현> (아버지)
- 2006.09.24 박범신 <향기로운 우물 이야기> (남자 1)
- 2006.11.26 이기호 <팡질팡하다가 내 이럴 줄 알았지> (형사 / 형)
- 2006.12.10 고려산 <금금용의 택시일지> (박경사)
- 2006.12.31 박완서 <대범한 밥상> (의사)
- 2007.01.14 김희진 <혀> (철학자)
- 2007.01.21 이은조 <우리들의 한글 나라> (남자 2)
- 2007.02.04 성석제 <저만치 떨어져 피어 있네> (전동만)
- 2007.02.18 김원일 <오마니별> (남자 1)
- 2007.03.04 김경욱 <성난 얼굴로 돌아보라> (평론가)
- 2007.03.11 김혜정 <수상한 이웃> (경찰)
- 2007.03.25 윤대녕 <제비를 기르다> (아버지)
- 2007.04.29 서하진 <요트> (친구 1)
- 2007.05.27 김서령 <작은 토끼야 들어와 편히 쉬어라> (원장)
- 2007.06.03 권지예 <우렁각시는 어디로 갔나>
- 2007.06.17 권여선 <가을이 오면> (교수)
- 2007.06.24 박양호 <마음의 외줄타기> (이 사장)
- 2007.07.15 은희경 <아름다움이 나를 멸시한다> (친척남자 1)
- 2007.07.29 윤후명 <서울, 촛불 랩소디> (백남준)
- 2007.08.05 김미월 <유통기한> (노인 1)
- 2007.09.09 장경섭 <종이비행기> (아버지)
- 2007.09.23 이혜경 <한갓되이 풀잎만> (김진섭)
- 2007.09.30 박형서 <노란육교> (아들 2)
- 2007.10.07 채희윤 <밤, 견인의 시각> (강씨)
- 2007.10.21 고연옥 <발자국 안에서> (노인)
- 2007.11.25 천명관 <프랭크와 나> (오빠)
- 2007.12.09 김연수 <달로 간 코미디언> (아버지)
- 2008.07.06 김동인 <감자> (남편)
- 2009.12.27 김   훈 <화장> (박진수)
- 2010.08.01 김종일 <도둑놈의 갈고리> (김완규)
- 2011.03.20 박형서 <자정의 픽션> (나 / 해설)

KBS 무대 (KBS 한민족 방송)
- 2005.04.17 우당문고 (중년)
- 2005.05.07 봄날에 날리는 국화꽃향기 (남자)
- 2005.05.28 참치와 가자미 (사회자)
- 2005.06.04 두 엄마 (박소장)
- 2005.06.18 가족, 2005년 여름 (상우)
- 2005.07.02 베란다 너머의 진실 (강반장)
- 2005.07.23 흔들리는 문 (남자)
- 2005.08.27 어머니 (상운)
- 2005.09.03 효과맨의 꿈 (신입)
- 2005.10.01 나의 아름다운 동거인 (대리)
- 2005.10.15 내 인생의 이정표는 어디에 (경찰 2)
- 2005.10.22 녹색 탁자가 있는 집 (경찰)
- 2005.11.05 널 위한 이별 (친구 2)
- 2005.11.12 암행 (포도대장)
- 2005.11.26 바게트 빵 굽는 남자 (알바)
- 2005.12.10 제로섬 이야기 (청년)
- 2005.12.17 춘향 외전 (하인 1 / 부관 1 / 하객 2 / 포졸)
- 2006.01.07 아버지와 자장면 (김씨)
- 2006.01.14 해후 (의사)
- 2006.02.04 까치가 울면 (일꾼)
- 2006.02.18 인연 (의사)
- 2006.03.04 초대받지 않은 손님 (사회자)
- 2006.03.11 푸른 불꽃 (남자 1)
- 2006.03.25 기억 속의 그해 (아빠)
- 2006.04.08 마중 가는 길 (상현)
- 2006.04.15 족두리 무덤 (최사장)
- 2006.04.22 북촌야곡 (일꾼 1)
- 2006.04.29 열정적인 그녀 (배달원)
- 2006.05.13 아줌마 사랑해 (남자 2)
- 2006.05.27 선물 (점쟁이)
- 2006.06.03 봉단이 (봉단 부)
- 2007.06.17 꿈결 같은 사랑 (판수)
- 2006.07.01 당신의 나라 (조명준)
- 2006.07.29 푸른 별이 반짝이는 밤 (소방관)
- 2006.08.05 목소리 (아빠)
- 2006.08.19 807호를 열어라 (정호)
- 2006.09.02 공무도하가 (양준)
- 2006.09.16 소가 누워 있는 섬 (남자 1)
- 2006.09.30 고양이 울음 (택시 기사)
- 2006.10.21 안개 주의보 (사내)
- 2006.12.02 펭귄 아빠에 대한 보고서 (김원장)
- 2006.12.09 낚시터의 세 남자 (오사장)
- 2006.12.16 담쟁이와 혈죽 (이등박문)
- 2007.01.06 연포나루 (사공 1)
- 2007.01.13 배꽃, 피다 (김형사)
- 2007.01.20 장마 (이형사)
- 2007.02.03 아버지의 가출 (남자 1)
- 2007.03.03 고모 (의사)
- 2007.03.24 유년의 풍경 속으로 버스는 달린다 (성민)
- 2007.03.31 안녕, 안녕! (친구 2)
- 2007.04.07 가족
- 2007.04.14 황금모래성	(영준)
- 2007.04.21 아버지의 강 (명식)
- 2007.04.28 삼거리 주막 집
- 2007.05.05 우리는 육남매
- 2007.05.12 베토벤을 위하여
- 2007.05.19 그해, 봄날 풍경
- 2007.05.26 손님 (우체부)
- 2007.06.09 쇠고기 반 근 (형사)
- 2007.06.23 암행어사,이몽룡 (방자)
- 2007.07.07 소리없는 함성
- 2007.07.28 아직은 사랑할 때
- 2007.09.01 솟대 (소방 1)
- 2007.09.08 포구의 사랑 (경찰)
- 2007.09.15 목소리 (이형사)
- 2007.09.22 장돌뱅이 (30대 만복)
- 2007.12.01 숲 속의 집, 그 행복한 날들 (친구 1)
- 2007.12.22 아버지의 약속 (의사)
- 2007.12.29 먼데서 길손이 찾아드니
- 2008.05.10 인연지문 (현수)
- 2008.07.12 네 잎 클로버 (남자)
- 2008.11.08 벼랑 끝에서 (순경)
- 2009.06.20 행복을 찾아서 (태수)
- 2012.08.04 타나토스의 이중생활 (오준서)
- 2013.04.20 치킨과 소주 (정수)
- 2014.05.03 기억의 저편 (찬영)

엄길청의 성공시대 (KBS 2라디오)
- 2006.02.27 ~ 2006.03.11 제62화 인물사진가 김재환, 나는 하루에 1mm씩 성장했다. (부친)

특별기획 <이금희의 신화 오딧세이> (KBS 3라디오)
- 2010.11.18 한국 신화 <강림도령> (강림도령)

다큐멘터리 역사를 찾아서 (KBS 1라디오)
- (연기)

대한민국 경제실록 (KBS 1라디오)
- 2010.09.22 ~ 2010.12.01 제03화 개발연대의 개막 (석정선)
- 2011.01.27 ~ 2011.03.09 제05화 수출입국-영광과 시련의 발자취 (김정염)
- 2011.04.21 ~ 2011.06.17 제07화 한국경제의 대동맥 경부고속도로 (주원)
- 2011.06.20 ~ 2011.08.16 제08화 검은 황금, 오일머니를 잡아라 (오원철)
- 2011.08.17 ~ 2011.10.26 제09화 서울, 고도성장의 신화 (손정목)
- 2012.01.02 ~ 2012.03.02 제11화 제5공화국 경제수석실 (김재익)
- 2012.05.02 ~ 2012.07.13 제13화 5공화국 사채파동 (서석준)
- 2012.07.16 ~ 2012.09.21 제14화 5공화국, 부실기업 정리의 명과암 (정인용)

KBS 교통 캠페인 드라마 - 노란 안전선위의 행복 (KBS 라디오)
- 2005.01.30 人道와 車道 사이
- 2005.02.27 정지선 위에서 무너진 희망
- 2005.03.27 고속도로에서 생긴 일
- 2005.04.24 뒤에서 덮친 불행
- 2005.05.29 다시 일어서는 쿵따리 샤바라
- 2005.06.26 좁아진 차선, 그 안에서 통곡하다
- 2005.07.31 아무도 모르게 찾아온 통증
- 2005.08.28 30초의 방심, 그리고 영원한 통곡
- 2005.09.25 휠체어에서 다시 태어난 남자
- 2005.10.30 아주 위험한 불씨
- 2005.11.27 내 친구의 서투른 질주
- 2005.12.25 빙판 길에 핀 국화꽃 세송이
- 2006.01.29 다시 시작하는 카스바의 여인
- 2006.02.26 거친 세상에 내 아들을 바칩니다!
- 2006.03.26 춘천 가는 길
- 2006.04.30 죽음보다 깊은 늪
- 2006.05.28 살아 남은 자의 슬픔
- 2006.06.25 눈물로 쓴 사모곡
- 2006.07.30 하늘은 알고 있다!
- 2006.09.24 전철역에서 잃어버린 오른 팔
- 2006.10.29 나는 당신을 보내지 않았어요
- 2006.11.26 네 영혼이 숨쉬는 쉼터
- 2006.12.31 길 위에 핀 눈물 꽃
- 2007.01.28 도로에서 잃어버린 코리아 드림
- 2007.02.25 건널목에서 핀 슬픈 민들레
- 2007.03.25 봄을 기다리던 어느 날

#### SBS
라디오 북카페 (SBS러브FM)
- 2012.05.21 ~ 2012.06.01 미구엘 드 세르반테스 <돈키호테> (페로 페레스 신부)

#### EBS
- 라디오 역사 극장 (EBS FM)
- 2015.03.30~2015.04.25 낭독 A - 윌리엄 아이리시 作 환상의 여인

#### CBS
- CBS 창사 60주년 특별기획 <영혼의 노래, 찬송>

#### TBS
- 2010.03.01~2010.03.26 TBS 창립 20주년 특별기획 다큐 드라마 서울 600년을 걷다 정도전 편 - 우왕, 임선미, 병사, 김사영 役
- 2010.05.31~2010.06.25 TBS 창립 20주년 특별기획 다큐 드라마 서울 600년을 걷다 성삼문 편 - 안평대군 役
- 2010.06.28~2010.07.30 TBS 창립 20주년 특별기획 다큐 드라마 서울 600년을 걷다 한명회 편 - 안평대군 役
- 2010.08.02~2010.08.27 TBS 창립 20주년 특별기획 다큐 드라마 서울 600년을 걷다 조광조 편 - 이행, 승정원 대신, 하인 役
- 2010.10.04~2010.10.29 TBS 창립 20주년 특별기획 다큐 드라마 서울 600년을 걷다 이항복 편 - 백성, 이이첨, 대신 役
- 2011.01.03~2011.01.28 TBS 창립 20주년 특별기획 다큐 드라마 서울 600년을 걷다 홍국영 편 - 강용희, 송덕상 役
- 2011.02.07~2011.03.11 TBS 창립 20주년 특별기획 다큐 드라마 서울 600년을 걷다 대원군과 명성왕후 편

### 방송
- 롤러코스터 2 - 격동 10분(tvN) - 안철수 역
- 푸른거탑 리턴즈(tvN) - 중대장 유영재 역(|롤러코스터 2 코너 시절에는 의무관으로 출연. 시즌 1에서는 심리치료사로 출연)
- 퀴즈쇼 곱하기 9(SBS)
- TV비평 시청자데스크(KBS)

### 다큐
- 2014.05.11 KBS 특별기획 - 재난을 극복한 사람들 (KBS)
- KBS 세상의 모든 다큐 - 릭 스타인의 스페인 요리 여행 (KBS)
- KBS 세상의 모든 다큐 - 릭 스타인의 요리 여행 - 미시시피의 소울푸드 (KBS)
- KBS 세상의 모든 다큐 - 다빈치의 잃어버린 보물 (KBS)
- KBS 세상의 모든 다큐 - 천재 피아니스트 랑랑 (KBS)
- KBS 세상의 모든 다큐 - 시베리아 횡단기 (KBS)
- KBS 세상의 모든 다큐 - 신비의 불꽃, 오로라 (KBS)
- KBS 세상의 모든 다큐 -  바다의 비행요새 항공모함 (KBS)
- KBS 세상의 모든 다큐 - 위대한 알프스 (KBS)
- KBS 세상의 모든 다큐 - 그린란드 카약 대장정 (KBS)
- KBS 세상의 모든 다큐 - 몸의 비밀 (KBS)
- KBS 세상의 모든 다큐 - 사자 구조대 (KBS)
- KBS 걸작 다큐멘터리 걸작 - 세계의 연인 다이애나, 최후의 나날 (KBS)
- 2012.09.05 EBS 다큐 10+ - 911 그 날의 생존자들 (EBS)
- 2012.10.24 EBS 다큐 10+ - 세계의 산 - 제 5부 마터호른 (EBS)
- 2012.11.07 EBS 다큐 10+ - 세계의 산 - 제 7부 카니발루 (EBS)
- 2012.12.05 EBS 다큐 10+ - 아주 특별한 동물 친구들 (EBS)
- 2014.05.11 EBS 세계의 눈 - 셰익스피어는 누구인가? (EBS)
- 2014.04.04 KBS 동물의 세계 - 고릴라, 불투명한 미래 (KBS)
- 2014.04.07 KBS 동물의 세계 - 고릴라, 더불어 살아가기 (KBS)
- 2014.09.08 KBS 동물의 세계 - 우리가 몰랐던 땅 속 세상 제 1부 보금자리 (KBS)
- 2017.12.24 KBS 글로벌 다큐멘터리 - 와일드 갈라파고스 1부 바다에 갇힌 운명 (KBS)
- 2017.12.31 KBS 글로벌 다큐멘터리 - 와일드 갈라파고스 2부 고립된 낙원 (KBS)
- 2020.06.21 KBS 글로벌 다큐멘터리 프리 다이버 기욤 네리 - 바다를 숨쉬게 하는 사람들
- 2020.03.23~03.26 KBS 특선다큐 야생의 스파이 2
- 2021.01.10~01.24 KBS 세계의 공영방송 가치+ 대자연의 힘

### 게임
- 도타 2 - 지진술사

### 이벤트
- Sweet time Sweet voice(STSV)